# Locomotiva FCE n.1-12
Le locomotive a vapore del gruppo n.1-12 erano un gruppo di locotender a tre assi, alimentate a carbone, che la Ferrovia Circumetnea acquisì per il servizio sulla propria linea a scartamento ridotto.

## Storia
Le prime due locomotive vennero ordinate nel 1888 all'industria inglese Hawthorn Leslie and Company di Newcastle anche perché il costruttore e titolare dell'impresa Robert Trewhella che proveniva dall'Inghilterra ne aveva necessità immediata. Le locomotive, numerate n. 1 e n. 2, vennero costruite e consegnate nel 1890. Successivamente venne perfezionato un ordinativo per ulteriori 10 unità alla ingegnere Ernesto Breda & C di Milano che proprio in quegli anni si era messa in luce nella produzione di locomotive; queste vennero consegnate entro il 1894. La dotazione iniziale di mezzi di trazione fu quindi di 12 locomotive che, com'era uso fare a quel tempo, ebbero ciascuna un proprio nome mutuato dai centri serviti dalla ferrovia.
Alcuni anni dopo data la necessità di rotabili di trazione venne costruita nell'officina di Catania-Borgo un'altra locomotiva uguale alle precedenti Breda utilizzando parte delle proprie scorte di ricambi; la locomotiva, che ebbe il numero 13, venne "battezzata" con il nome cittadino:Catania.
Alcune locomotive iniziarono ad essere accantonate già nel corso della dieselizzazione dell'anteguerra, altre dopo la seconda guerra mondiale e via via fino alla fine degli anni sessanta quando cessò il servizio merci sulla linea. Del gruppo è sopravvissuta, non atta al servizio, solo la n. 10 Mascali.
| Unità            | Anno di acquisizione | Costruttore                 | N. costruzione | Potenza | Note                        |
| ---------------- | -------------------- | --------------------------- | -------------- | ------- | --------------------------- |
| 1 - Randazzo     | 1890                 | Hawthorn Leslie and Company |                | ? kW    | Demolita                    |
| 2 - Linguaglossa | 1890                 | Hawthorn Leslie and Company |                | ? kW    | Demolita                    |
| 3 - Biancavilla  | 1894                 | Ernesto Breda               |                | ? kW    | Demolita                    |
| 4 - Misterbianco | 1894                 | Ernesto Breda               |                |         | Demolita                    |
| 5 - Paternò      | 1894                 | Ernesto Breda               |                |         | Demolita                    |
| 6 - Bronte       | 1894                 | Ernesto Breda               |                |         | Demolita                    |
| 7 - Adernò       | 1894                 | Ernesto Breda               |                |         | Demolita                    |
| 8 - Maletto      | 1894                 | Ernesto Breda               |                |         | Demolita                    |
| 9 - Castiglione  | 1894                 | Ernesto Breda               |                |         | Demolita                    |
| 10 - Mascali     | 1894                 | Ernesto Breda               | 302            |         | Preservata, non funzionante |
| 11 - Giarre      | 1894                 | Ernesto Breda               |                |         | Demolita                    |
| 12 - Licodia     | 1894                 | Ernesto Breda               |                |         | Demolita                    |
| 13- Catania      | 1911/12              | Officine Catania Borgo      |                |         | Demolita                    |

## Caratteristiche

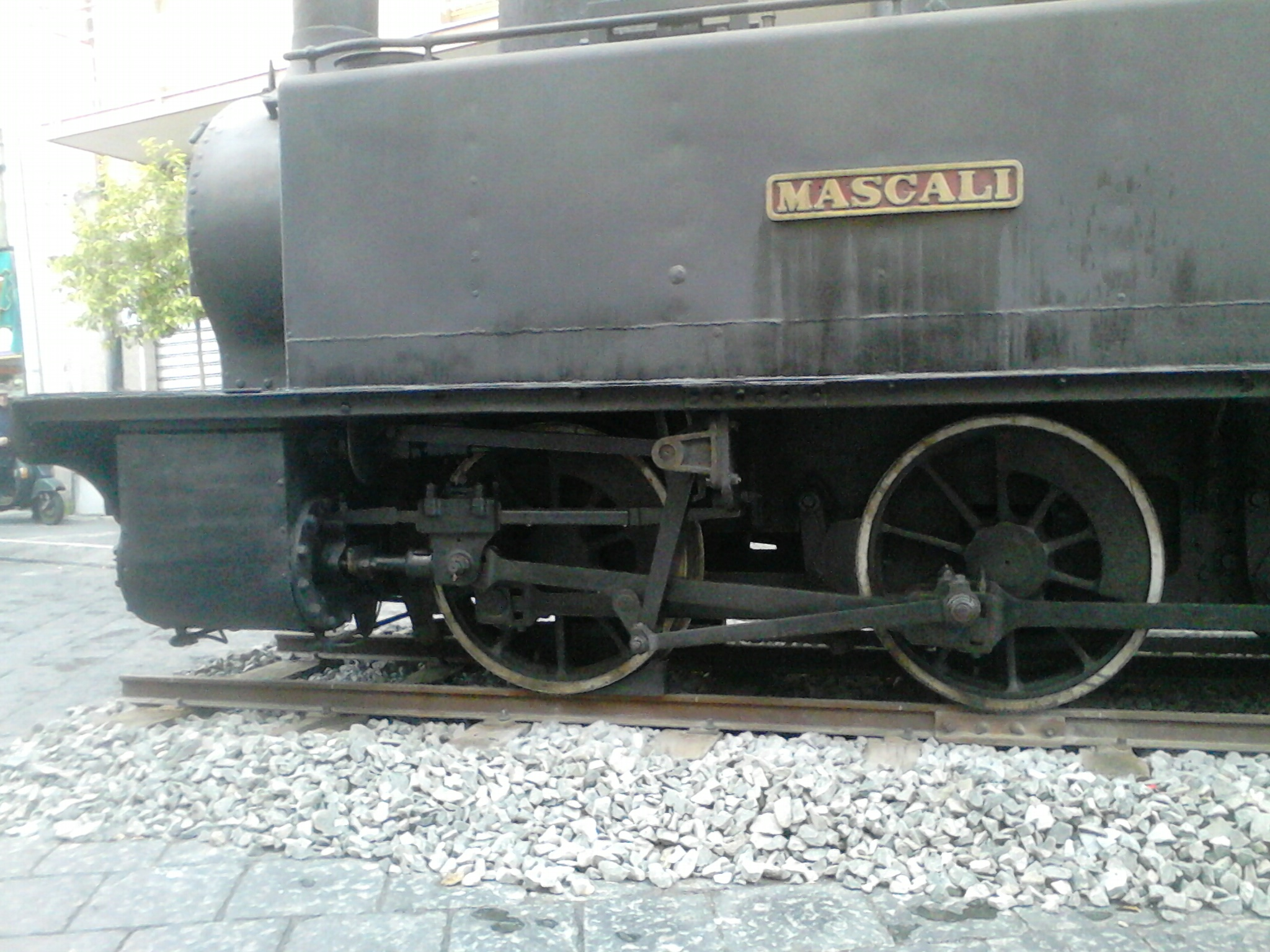
Particolare della distribuzione.

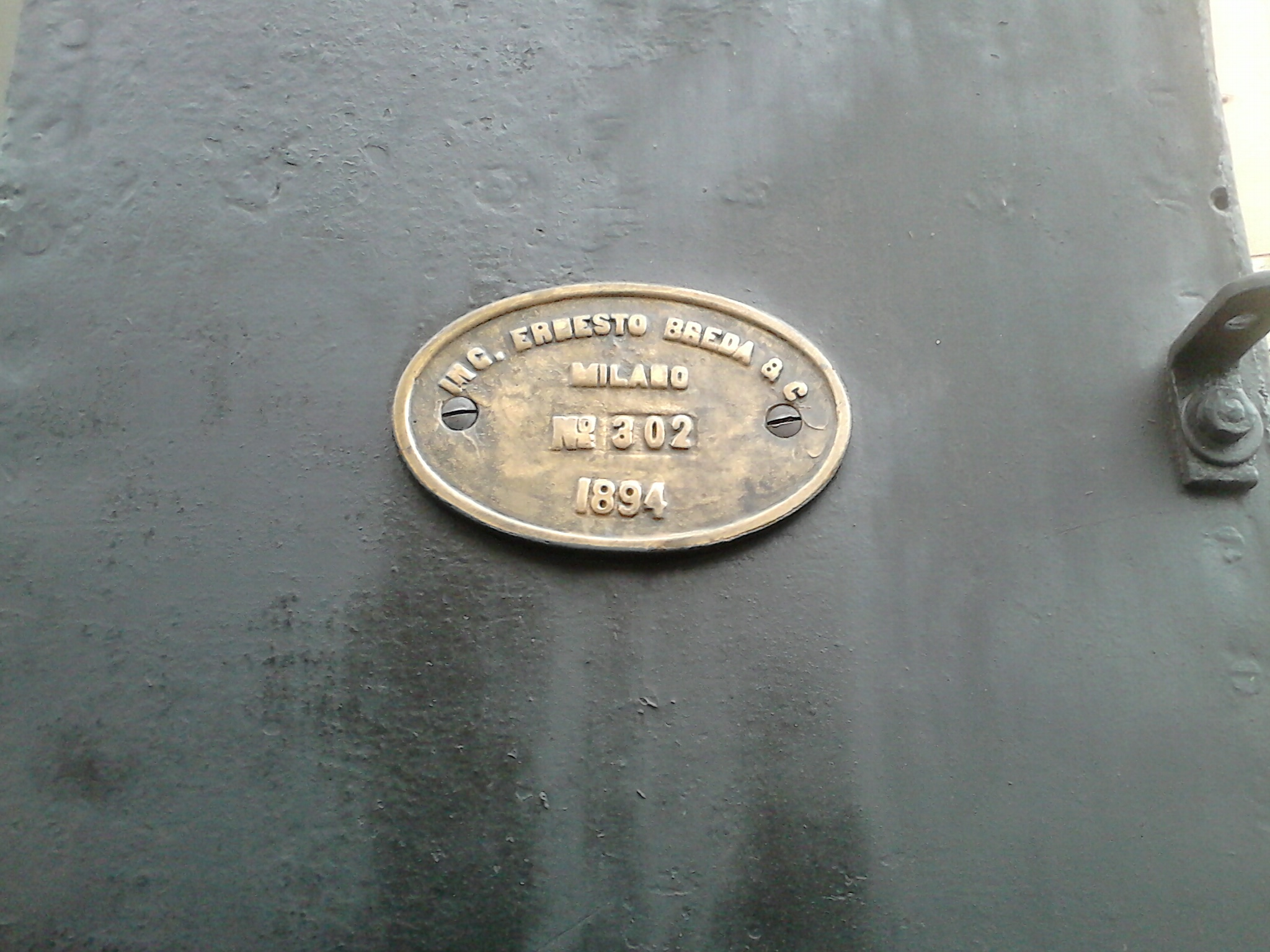
Targa di fabbrica.

Le locomotive erano a semplice espansione, con motore a 2 cilindri esterni e distribuzione Joy a cassetto piano, a 3 assi accoppiati e del tipo locotender. Erano munite di freno Westinghouse con freno di stazionamento a mano. Le dieci locomotive, dalla 3 alla 12, costruite in Italia dalla Breda erano munite di una pompa dell'aria Westinghouse posta a destra, a fianco del camino.

## Deposito locomotive di assegnazione
- Deposito locomotive di Catania Borgo